# André Grego de Peschiera

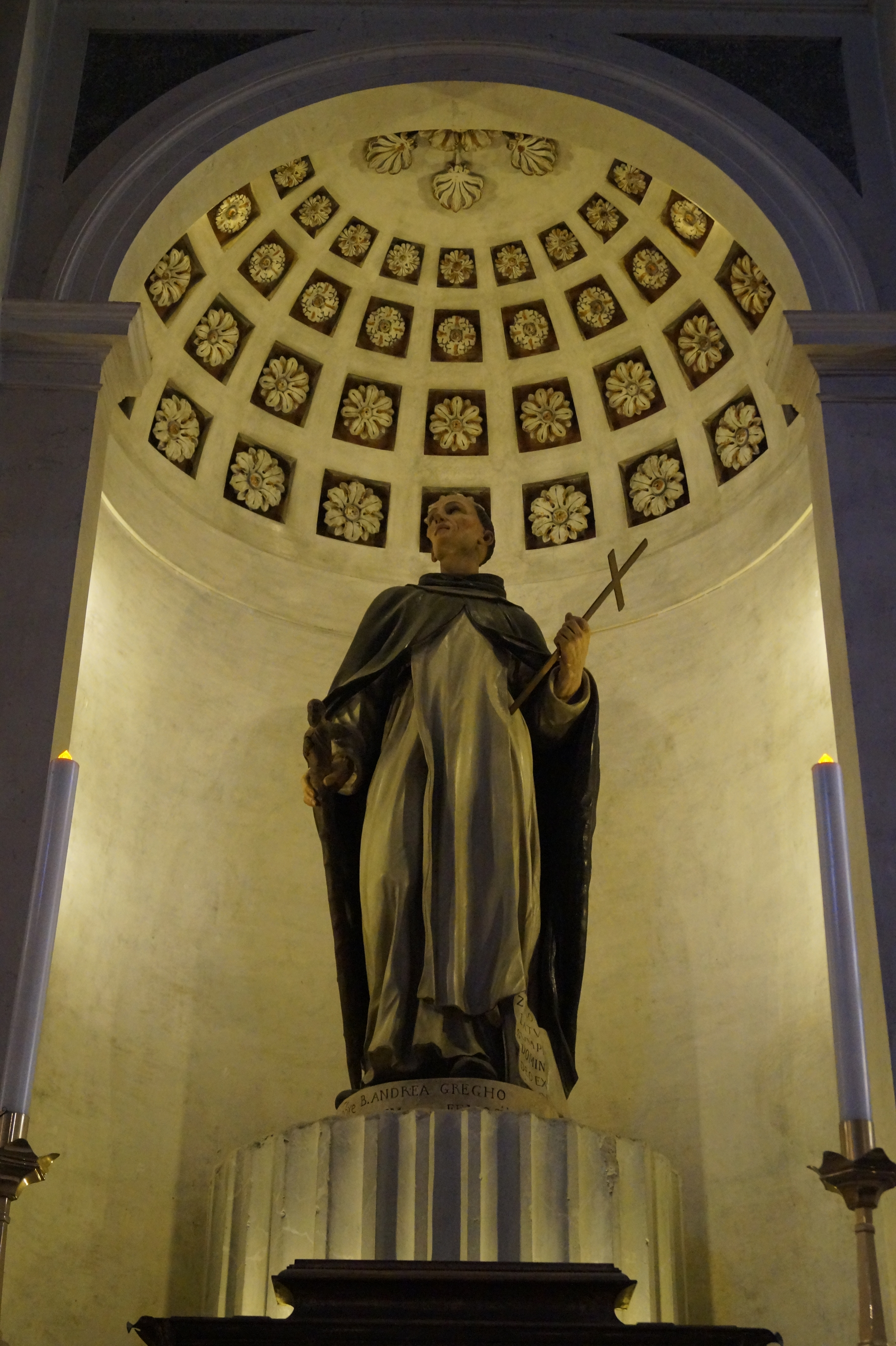
Statue d'André Grego

André de Peschiera (Peschiera del Garda, 1400 - Morbegno, 18 janvier 1485) est un dominicain italien reconnu bienheureux par l'Église catholique, et fêté le 18 janvier.

## Biographie
Il est né de parents pauvres sur les bords du lac de Garde près de Vérone qui fait partie alors de la république de Venise. On ignore sa date de naissance. Il a l'habitude, ce qui surprend son entourage, de se priver de jeu avec ses camarades pour entendre l'office à l'église du village.
Il fait des études de théologie et d'écriture sainte au couvent de saint Marc, de Florence en Toscane. Il parcourt pendant cinq ans la Valteline, c’est-à-dire la haute vallée de l'Adda, qui au XVe siècle était disputée entre la ligue grise qui fusionnera plus tard avec ligne de la chaise Dieu pour former le canton des Grisons et le duché de Milan. Mais ceci ne l'impressionne pas, ce qui compte pour lui était de vivre pauvre parmi les pauvres, ce qui correspond à l'image qu'il se fait du Christ.
Au départ sa mère est dubitative du fait que son fils rentrât dans les ordres. Mais après de longue prière et beaucoup d'espérance nous affirme le dictionnaire jésuite des bollandiste, sa mère accepte qu'il entre chez les Dominicains. Il se rend célèbre pour sa lutte pacifique contre les Vaudois en faisant de longue homélies aux paysans de Valteline.

## Culte
Il fut canonisé le 23 septembre 1820 par le pape Pie VII conformément à l'initiative à la fois de la congrégation des rites chargée des canonisations, du diocèse de Vérone d'où est originaire le saint et enfin de l'ordre des Dominicains.